# Emerson (football, 1976)
Pour les articles homonymes, voir Emerson et Ferreira.
Emerson Ferreira da Rosa dit Emerson, né le 4 avril 1976 à Pelotas (Rio Grande do Sul), est un footballeur international brésilien. 
Emerson est formé au Grêmio et à Botafogo. Il fait ses débuts professionnels en 1994 après un retour dans son premier club. En trois ans, il remporte deux Coupes du Brésil, deux Championnats Gaúcho, une Copa Libertadores et une Recopa Sudamericana. En 1997, Emerson déménage en Europe pour jouer pour le Bayer Leverkusen, où il passe trois nouvelles années. En 2000, Fabio Capello et l'AS Rome s'offre ses services. Après quatre ans dans la capitale italienne et un titre de champion dès la première saison, Emerson est embauché par la Juventus Turin. À nouveau champion d'Italie, il quitte précipitamment le club durant l'été 2006, le club turinois étant mêlé au Calciopoli et relégué administrativement. Capello parti au Real Madrid, il fait venir son milieu de terrain en Espagne qui l'aide à remporter la Liga. Mal accepté par les supporters, Emerson ne reste qu'une saison et retourne en Italie, au Milan AC. Peu utilisé en deux saisons malgré des victoires en Supercoupe de l'UEFA et Coupe du monde des clubs, Emerson retourne terminer sa carrière au Brésil où il joue une poignée de match pour le Santos FC.
Avec l'équipe du Brésil de football, Emerson dispute 73 matchs et inscrit six buts. Finaliste pour sa première compétition internationale lors de la Coupe du monde 1998, il remporte ensuite la Copa América 1999 et la Coupe des confédérations 2005.

## Biographie

### Arrivée en Europe à Leverkusen (1997-2000)
Le milieu débarque en Europe en 1997. En provenance du Gremio, Emerson signe pour le Bayer Leverkusen. Athlétique et intelligent dans ses relances, le Brésilien réalise trois saisons pleines avec le club allemand, réussissant même à qualifier l’équipe pour la Ligue des Champions en 1999. C’est à ce moment que le continent entend parler de lui.

### Joueur majeur de l'AS Rome (2000-2004)
La saison d’après, le milieu signe pour la Roma, l’une des étapes phares de sa carrière. Au milieu des Totti, Hidetoshi Nakata et Damiano Tommasi, Emerson remporte le Scudetto avec la Louve en 2001.

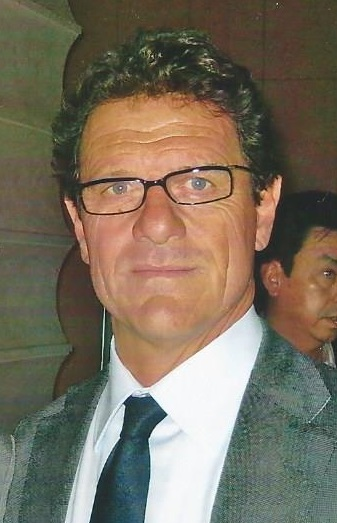
Fabio Capello fait venir Emerson à l'AS Rome en 2000, à la Juventus Turin en 2004 puis au Real Madrid en 2007.

Son départ pour la Juventus Turin en 2004 est vécu comme une trahison par les supporters romains.

### Départ pour la Juventus (2004-2006)
Le « Puma », comme on l’appelle, arrive à la Juventus Turin en 2004 dans les bagages de Fabio Capello. Emerson inscrit un but face au Werder de Brême en huitième de finale retour de Ligue des Champions 2005-2006, qui qualifie in extremis les bianconeri pour le tour suivant. La Juve de Cappelo, dont Emerson est un joueur essentiel, remporte les scudetti 2005 et 2006, des titres qui sont révoqués à la suite du Calciopoli. Le club est relégué en Serie B et le Brésilien est vendu au Real Madrid.

### Un an au Real Madrid (2006-2007)
Déjà pisté du temps de l'AS Rome, le Real Madrid acquiert les services d'Emerson durant l'été 2007 pour 16 M€ sur demande du nouvel entraîneur, Fabio Capello. Le technicien italien fait venir pour la seconde fois le joueur dans ses cartons en changeant de club. Il est l'une des premières signatures de Ramón Calderón et Predrag Mijatović arrivé en tant que président et directeur sportif. Le 19 juillet 2006, il est transféré pour une durée de deux ans.
Milieu de terrain physique, son jeu ne plaît pas aux supporters madrilènes au point qu'Emerson demande à Fabio Capello de ne plus jouer les matchs à domicile. Dôté d'une bonne frappe de loin, il inscrit son seul but sous le maillot merengue sur le terrain du Celta Vigo.
À la fin de la saison, le « Puma » retourne en Italie et rejoint le Milan AC pour 6 M€.

### Départ forcé au Milan AC (2007-2009)
Victime de la grande lessive de Calderon en 2007, Emerson file au Milan AC où il ne disputera qu’une poignée de matchs.
Le 21 avril 2009, il résilie à l'amiable son contrat le liant au Milan AC pour des motifs personnels selon le communiqué du club.

### Fin à Santos (2009)
Souvent blessé, le joueur préfère partir au Brésil commencer sa préretraite. Le retour avec succès des Brésiliens dans leur championnat d’origine est à la mode. Emerson fera le bonheur du FC Santos, entraîné par Vanderlei Luxemburgo.
Après avoir résilié son contrat avec les FC Santos, il devra subir une opération chirurgicale. En octobre 2009, il annonce sa retraite définitive et commence à suivre des cours pour devenir directeur sportif.

### En équipe nationale (1997-2006)
Il a 73 sélections (6 buts) en équipe du Brésil.
Il vit sa première sélection le 10 septembre 1997 à l'occasion d'un Brésil - Équateur soldé sur le score sans appel de (4-2).
Il participe à la Coupe du monde 1998 avec l'équipe du Brésil (deux matches joués).
Alors capitaine de la Seleção, Emerson est sélectionné pour la Coupe du monde 2002 en Corée du Sud et au Japon avec le Brésil (futur vainqueur), mais une blessure à l'épaule survenue juste avant le début de la compétition l'empêche de participer au tournoi. Le sélectionneur Luiz Felipe Scolari le remplace dans l'effectif par Ricardinho et Cafu lui succède en tant que capitaine,.
Emerson est ensuite sélectionné par Carlos Alberto Parreira, pour disputer la Coupe des confédérations 2003 (éliminé au premier tour), celle de 2005 (vainqueur) ainsi que la Coupe du monde 2006 (quart de finaliste),. Il signe en 2014 au Miami Dade, club où il jouera jusqu'en 2020.

### Reconversion
Après avoir pris sa retraite de joueur, Emerson devient entraîneur adjoint du Grêmio, le club de ses débuts.
Emerson s'occupe ensuite d'un projet personnel. Il fonde son propre club : le Futebol Clube Is Fragata basé à Pelotas, sa ville natale. Le principal objectif est de former les enfants dans la communauté et aussi d'effectuer le travail social, avec des implications pour le rejet de médicaments et de protection de l'environnement. En décembre 2013, le club ne compte que des équipes juniors en moins de 17, 15 et 13 ans. En octobre 2024, il n'existe plus de traces d'activité du club depuis plusieurs années.

## Statistiques

### Générales
| Saison                | Club                  | Championnat           | Championnat | Championnat | Coupe(s) nationale(s) | Coupe(s) nationale(s) | Compétition(s) continentale(s) | Compétition(s) continentale(s) | Compétition(s) continentale(s) | Brésil | Brésil | Total | Total |
| Saison                | Club                  | Division              | M.          | B.          | M.                    | B.                    | Comp.                          | M.                             | B.                             | M.     | B.     | M.    | B.    |
| 1994                  | Grêmio                | D1                    | -           | -           | -                     | -                     | -                              | -                              | -                              | -      | -      | 0     | 0     |
| 1995                  | Grêmio                | D1                    | -           | -           | -                     | -                     | -                              | -                              | -                              | -      | -      | 0     | 0     |
| 1996                  | Grêmio                | D1                    | -           | -           | -                     | -                     | -                              | -                              | -                              | -      | -      | 0     | 0     |
| 1997                  | Grêmio                | D1                    | -           | -           | -                     | -                     | -                              | -                              | -                              | -      | -      | 0     | 0     |
| 1997-1998             | Bayer Leverkusen      | Bundesliga            | 25          | 1           | 4                     | 0                     | C1                             | 9                              | 4                              | 5      | 1      | 43    | 6     |
| 1998-1999             | Bayer Leverkusen      | Bundesliga            | 28          | 5           | 2                     | 0                     | C3                             | 3                              | 0                              | 13     | 2      | 46    | 7     |
| 1999-2000             | Bayer Leverkusen      | Bundesliga            | 29          | 5           | -                     | -                     | C1+C3                          | 8                              | 0                              | 10     | 2      | 47    | 7     |
| Sous-total            | Sous-total            | Sous-total            | 82          | 11          | 6                     | 0                     | -                              | 20                             | 4                              | 28     | 5      | 136   | 20    |
| 2000-2001             | AS Rome               | Serie A               | 13          | 3           | -                     | -                     | C3                             | 1                              | 0                              | 10     | 0      | 24    | 3     |
| 2001-2002             | AS Rome               | Serie A               | 28          | 5           | 2                     | 0                     | C1                             | 11                             | 2                              | 6      | 0      | 47    | 7     |
| 2002-2003             | AS Rome               | Serie A               | 31          | 2           | 6                     | 3                     | C1                             | 11                             | 1                              | 7      | 0      | 55    | 6     |
| 2003-2004             | AS Rome               | Serie A               | 33          | 3           | 1                     | 0                     | C3                             | 8                              | 2                              | 4      | 0      | 46    | 5     |
| Sous-total            | Sous-total            | Sous-total            | 105         | 13          | 9                     | 3                     | -                              | 21                             | 5                              | 27     | 0      | 162   | 21    |
| 2004-2005             | Juventus FC           | Serie A               | 33          | 2           | -                     | -                     | C1                             | 11                             | 1                              | 9      | 1      | 53    | 4     |
| 2005-2006             | Juventus FC           | Serie A               | 34          | 2           | 4                     | 0                     | C1                             | 9                              | 1                              | 9      | 0      | 56    | 3     |
| Sous-total            | Sous-total            | Sous-total            | 67          | 4           | 4                     | 0                     | -                              | 20                             | 2                              | 18     | 1      | 109   | 7     |
| 2006-2007             | Real Madrid           | Liga                  | 28          | 1           | -                     | -                     | C1                             | 6                              | 0                              | -      | -      | 34    | 1     |
| 2007-2008             | Milan AC              | Serie A               | 15          | 0           | 2                     | 0                     | C1                             | 5                              | 0                              | -      | -      | 22    | 0     |
| 2008-2009             | Milan AC              | Serie A               | 12          | 0           | 1                     | 0                     | C3                             | 5                              | 0                              | -      | -      | 18    | 0     |
| Sous-total            | Sous-total            | Sous-total            | 27          | 0           | 3                     | 0                     | -                              | 10                             | 0                              | 0      | 0      | 40    | 0     |
| 2009                  | Santos FC             | D1                    | 6           | 0           | -                     | -                     | -                              | -                              | -                              | -      | -      | 6     | 0     |
| Total sur la carrière | Total sur la carrière | Total sur la carrière | 315         | 29          | 22                    | 3                     | -                              | 87                             | 11                             | 73     | 6      | 497   | 49    |

### Buts en sélection
| Buts de Emerson Ferreira da Rosa | Buts de Emerson Ferreira da Rosa | Buts de Emerson Ferreira da Rosa                | Buts de Emerson Ferreira da Rosa | Buts de Emerson Ferreira da Rosa | Buts de Emerson Ferreira da Rosa | Buts de Emerson Ferreira da Rosa        |
| #                                | Date                             | Lieu                                            | Adversaire                       | Score                            | Résultats                        | Compétitions                            |
| -------------------------------- | -------------------------------- | ----------------------------------------------- | -------------------------------- | -------------------------------- | -------------------------------- | --------------------------------------- |
| 1                                | 10 septembre 1997                | Estádio Fonte Nova, Salvador                    | Équateur                         | 4-1                              | 4-2                              | Match amical                            |
| 2                                | 31 mars 1999                     | Stade olympique national, Tokyo                 | Japon                            | 2-0                              | 2-0                              | Match amical                            |
| 3                                | 30 juin 1999                     | Estadio Antonio Oddone Sarubbi, Ciudad del Este | Venezuela                        | 2-0                              | 7-0                              | Copa América 1999                       |
| 4                                | 23 février 2000                  | Stade Rajamangala, Bangkok                      | Thaïlande                        | 4-0                              | 7-0                              | Match amical                            |
| 5                                | 23 février 2000                  | Stade Rajamangala, Bangkok                      | Thaïlande                        | 7-0                              | 7-0                              | Match amical                            |
| 6                                | 30 mars 2005                     | Estadio Centenario, Montevideo                  | Uruguay                          | 1-1                              | 1-1                              | Éliminatoires de la Coupe du monde 2006 |

## Palmarès
Brésil
- Finaliste de la Coupe du monde en 1998
- Vainqueur de la Copa America 1999
- Vainqueur de la Coupe des confédérations 2005

 Grêmio
- Vainqueur du Championnat Gaúcho en 1995 et 1996
- Vainqueur de la Copa Libertadores 1995
- Champion du Brésil en 1996
- Vainqueur de la Recopa Sudamericana en 1996

 AS Rome
- Champion d'Italie  en 2001

 Real Madrid
- Champion d'Espagne en 2007

 AC Milan
- Vainqueur de la Coupe du monde des clubs en 2007
- Vainqueur de la Supercoupe de l'UEFA en 2007